# Sinbad (série télévisée)
Pour les articles homonymes, voir Sinbad.
Sinbad est une série télévisée britannique d'action, aventure en douze épisodes de 45 minutes créée par James Dormer, Russell Lewis et Jack Lothian, produite par Impossible Pictures et diffusée du 8 juillet 2012 au 23 septembre 2012 sur Sky1.
Au Québec, la série a été diffusée sur Historia et en France, la série a été diffusée sur Canal+ et Canal+ Family

## Synopsis
Sinbad tue accidentellement le fils du puissant seigneur Akbari dans une bagarre de rue. En représailles, le frère de Sinbad est tué devant ses yeux. Sinbad s'échappe, mais sa grand-mère utilise un talisman magique pour le maudire de la mort de son frère. La malédiction empêche alors Sinbad de rester sur la terre pendant plus d'une journée. Cette interdiction va le mener à une vie d'aventures en mer qui lui révèlera de nombreuses merveilles. Pendant ces aventures, Sinbad sera traqué par le seigneur Akbari, qui ne considère pas la mort du frère de Sinbad comme une vengeance suffisante...

## Distribution
- Elliot Knight (VF : Pascal Nowak) : Sinbad
- Devon Anderson : Jamil
- Dimitri Leonidas (VF : Tanguy Goasdoué) : Anwar
- Sophie Okonedo : Razia
- Marama Corlett (VF : Laetitia Godès) : Rina
- Elliot Cowan (VF : Patrick Borg) : Gunnar
- Estella Daniels (VF : Annie Milon) : Nala
- Junix Inocian (VF : Gilles Morvan) : Cook
- Tuppence Middleton (VF : Céline Mauge) : Tigresse
- Naveen Andrews (VF : Marc Saez) : Le seigneur Akbari
- Orla Brady (VF : Marjorie Frantz) : Taryn
- Janet Suzman : La Grand-mère
- Timothy Spall : Anicetus

## Liste des épisodes

### Épisode 1:La malédiction
- Titre original : Sinbad
- Numéro : 01
- Réalisation : Andy Wilson
- Scénario : Jack Lothian
- Diffusions : 
  -  Royaume-Uni : 8 juillet 2012 sur Sky1
  -  France : 15 février 2013 sur Canal+ Family
- Résumé : Le sympathique voleur Sinbad et son frère Jamil sont impliqués par erreur dans la mort du fils du puissant seigneur Akbari. Ceci est le début d'une aventure extraordinaire ...

### Épisode 2:Les pillards des mers
- Titre original : Queen of the Water-Thieves
- Numéro : 02
- Réalisation : Andy Wilson
- Scénario : James Dormer
- Diffusions : 
  -  Royaume-Uni : 15 juillet 2012 sur Sky1
  -  France : 15 février 2013 sur Canal+ Family
- Résumé : L'équipage du Providence accoste sur une île et est capturé par les fidèles de Razia, la reine des pillards des mers ...

### Épisode 3:Déesse ou démon
- Titre original : House of Games
- Numéro : 03
- Réalisation : Brian Grant
- Scénario : Steve Thompson
- Diffusions : 
  -  Royaume-Uni : 29 juillet 2012 sur Sky1
  -  France : 15 février 2013 sur Canal+ Family
- Résumé : Après la perte du Providence sur un pari d'Anwar, l'équipage doit tout faire pour le récupérer en jouant dans les maisons de jeux ...

### Épisode 4:La jeune fille et la mort
- Titre original : Old Man of the Sea
- Numéro : 04
- Réalisation : Andy Wilson
- Scénario : James Dormer
- Diffusions : 
  -  Royaume-Uni : 5 août 2012 sur Sky1
  -  France : 22 février 2013 sur Canal+ Family
- Résumé : L'équipage du Providence sauve un vieil homme sur un navire en pleine mer. L'individu semble avoir un lien avec Nala dont il connaît bien le passé ...

### Épisode 5:Le familier
- Titre original : Hunted
- Numéro : 05
- Réalisation : Brian Grant
- Scénario : Jack Lothian
- Diffusions : 
  -  Royaume-Uni : 12 août 2012 sur Sky1
  -  France : 22 février 2013 sur Canal+ Family
- Résumé : Alors que Taryn s'approche de plus en plus de Sinbad, ce dernier vient en aide à Gunnar qui est recherché par un groupe de justiciers décidés à lui faire payer son passé de guerrier sanguinaire ...

### Épisode 6:La sirène
- Titre original : The Siren
- Numéro : 06
- Réalisation : Brian Grant
- Scénario : Harriet Warner
- Diffusions : 
  -  Royaume-Uni : 19 août 2012 sur Sky1
  -  France : 22 février 2013 sur Canal+ Family
- Résumé : Au cours d'une tempête, Sinbad passe par-dessus bord du Providence. Il est sauvé par une jeune femme qui exerce sur lui une étrange influence ...

### Épisode 7:Fin et commencement
- Titre original : Homecoming
- Numéro : 07
- Réalisation : Andy Wilson
- Scénario : Neil Biswas et Jack Lothian
- Diffusions : 
  -  Royaume-Uni : 26 août 2012 sur Sky1
  -  France : 1er mars 2013 sur Canal+ Family
- Résumé : Sinbad et son équipage sont de retour à Basra pour le couronnement d'Akbari en tant que nouvel émir ...

### Épisode 8:Les voies du divin
- Titre original : Kuji
- Numéro : 08
- Réalisation : Colin Teague
- Scénario : Jack Thorne
- Diffusions : 
  -  Royaume-Uni : 2 septembre 2012 sur Sky1
  -  France : 1er mars 2013 sur Canal+ Family
- Résumé : Anwar et Sinbad trouvent une boîte sur la plage d'une île déserte. Lorsqu'ils l'ouvrent, une déesse du nom de Kuji apparaît ...

### Épisode 9:Dans l'œil de Tigresse
- Titre original : Eye of the Tiger
- Numéro : 09
- Réalisation : Colin Teague
- Scénario : James Dormer et Jack Lothian
- Diffusions : 
  -  Royaume-Uni : 2 septembre 2012 sur Sky1
  -  France : 8 mars 2013 sur Canal+ Family
- Résumé : Alors qu'il est traqué par une chasseuse de primes du nom de Tigresse, Sinbad est à la recherche d'une pierre magique capable de lire l'avenir ...

### Épisode 10:Le huitième passager
- Titre original : For Whom the Egg Shatters
- Numéro : 10
- Réalisation : Colin Teague
- Scénario : Bev Doyle et Richard Kurti
- Diffusions : 
  -  Royaume-Uni : 9 septembre 2012 sur Sky1
  -  France : 8 mars 2013 sur Canal+ Family
- Résumé : Après avoir négocié avec Tigresse, l'équipage du Providence est engagé par un savant qui détient un artefact magique pour l'amener sur une île lointaine ...

### Épisode 11:Le monstre intérieur
- Titre original : Fiend or Friend?
- Numéro : 11
- Réalisation : M.T. Adler
- Scénario : Harriet Warner
- Diffusions : 
  -  Royaume-Uni : 16 septembre 2012 sur Sky1
  -  France : 15 mars 2013 sur Canal+ Family
- Résumé : Sur les conseils de Tigresse, l'équipage du Providence se rend sur l'île de Malte afin de récupérer une carte menant au pays des morts. Le danger les attend sous les traits d'une créature mystérieuse ...

### Épisode 12:Dans la peau de Tigresse
- Titre original : Land of the Dead
- Numéro : 12
- Réalisation : Michael Offer
- Scénario : Jack Lothian
- Diffusions : 
  -  Royaume-Uni : 23 septembre 2012 sur Sky1
  -  France : 15 mars 2013 sur Canal+ Family
- Résumé : Sinbad et son équipage parviennent enfin au territoire des morts où toute la vérité leur sera révélée ...

## Commentaires
Le 27 février 2013, Sky1 annonce l'annulation de Sinbad, après une saison.

## DVD / Blu-Ray
- France :

Prévu à la vente chez Universal le 9 décembre 2014, le coffret 4 DVD a été annulé de sortie sans explication de la part de l'éditeur.
- Royaume-Uni :

L'intégrale de la série est disponible sur le support DVD et Blu-Ray.
- Sinbad The Complete First Series (Coffret 3 DVD) sorti le 22 octobre 2012 chez 2entertain. Le ratio écran est en 1.78:1 panoramique 16:9. L'audio est en Anglais Dolby Digital 2.0. Les treize épisodes sont présents. En suppléments trois documentaires sur les coulisses de la production : La magie de Sinbad, La magie de Malté et Des costumes pleins de magie. Il s'agit d'une édition Zone 2 Pal. ASIN B008FOM2WW
- Sinbad The Complete First Series (Coffret 3 Blu-Ray) sorti le 13 novembre 2012 chez AIS. Les caractéristiques techniques sont identiques au DVD mais avec la présence d'une image en haute définition 1080p HD en Anglais Dolby Digital 5.1 et Anglais DTS HD Master Audio avec la présence de sous-titres. Il s'agit d'une édition Zone A/B/C. ASIN B00A6S9YJE